# وبائيات مرض التوحد
تدرس وبائيات مرض التوحد معدل حدوث وتوزع اضطرابات طيف التوحد، وقد أظهرت مراجعة تعود لعام 2012 لتقديرات الانتشار العالمية لاضطرابات طيف التوحد أنه يحدث بمعدل 62 حالة لكل 10000 شخص، رغم وجود نقص في الأدلة والبيانات في البلدان منخفضة ومتوسطة الدخل.
تبلغ نسبة إصابة الذكور إلى الإناث 1 إلى 4.3. زاد عدد الأطفال المُشخصين بالتوحد بشكل كبير منذ ثمانينيات القرن الماضي، ويعود ذلك جزئياً إلى التغييرات في وسائل التشخيص، ومن غير الواضح إذا كان معدل الانتشار قد زاد بالفعل، ولا يمكن على كل حال استبعاد عوامل الخطر البيئية التي لم تُحدد بعد. أفادت شبكة مراقبة التوحد وإعاقات النمو التابعة لمراكز السيطرة على الأمراض والوقاية منها أنه في عام 2014، شُخصت إصابة ما يقارب طفل واحد من بين كل 59 طفلاً في الولايات المتحدة بالتوحد (1 من بين كل 37 صبي، وواحد من بين كل 151 فتاة)، وهذه النسبة تزيد بمعدل 15% عن معدل 1 من كل 68 في عام 2010، وزيادة بنسبة 86% عن معدل 1 من كل 110 في عام 2006، وزيادة بنسبة 154% عن معدل 1 من كل 150 في عام 2000. تغيرت المعايير التشخيصية لاضطراب طيف التوحد بشكل ملحوظ منذ ثمانينيات القرن الماضي، فعلى سبيل المثال ظهر تصنيف التوحد الخاص بالولايات المتحدة في عام 1994.
التوحد اضطراب نمو عصبي معقد، وقد اقترحت العديد من الأسباب لكن جميعها لا تزال غير مؤكدة بدقة حتى الآن. ترتبط احتمالية الإصابة بالتوحد بالعديد من العوامل السابقة للولادة مثل تقدم سن الأب ومرض السكري عند الأم أثناء الحمل. يرتبط التوحد  بالعديد من العوامل الفكرية والعاطفية. يعتقد بعض الباحثين أنه مرتبط باضطرابات وراثية وبالصرع، ويُعتقد أن التوحد وراثي إلى حد كبير على الرغم من أن جينات التوحد معقدة ومن غير الواضح أي الجينات هي المسؤولة عن الاضطراب.

هناك اعتقاد خاطئ شائع بأن اللقاحات هي السبب وراء إصابة الأطفال باضطراب طيف التوحد. ويرجع هذا جزئيًا إلى القلق بشأن مكون سابق يسمى الثيميرسال، وهو مادة تحتوي على عنصر الزئبق.

يرتبط التوحد بقوة بالعوامل التي تسبب تشوهات ولادية خلقية. وتعد الأسباب الأخرى المقترحة مثل اللقاحات في الطفولة مثيرة للجدل، وقد أكدت دراسات واسعة النطاق أن فرضية ارتباط اللقاح بالتوحد خاطئة وتفتقر إلى أي دليل علمي. نشر أندرو ويكفيلد دراسة صغيرة في عام 1998 في المملكة المتحدة تشير إلى وجود علاقة سببية بين التوحد واللقاح الثلاثي الذي يُعطى للأطفال الصغار، وبعد أن ثبت أن البيانات الواردة في التقرير مزيفة عمداً سحبت الدراسة، وشطب ويكفيلد من السجل الطبي في المملكة المتحدة.
يصعب مقارنة معدلات التوحد خلال العقود الثلاثة الماضية، وقد تغيرت معايير تشخيص التوحد مع كل مراجعة للدليل التشخيصي والإحصائي للتوحد والذي يحدد الأعراض التي تُشكل معايير تشخيص التوحد. لم يتضمن الدليل التشخيصي والإحصائي للاضطرابات النفسية في عام 1983 متلازمة أسبرغر، وكانت معايير اضطراب التوحد أكثر تقييداً وتحديداً، في حين أن النسخة السابقة تضمنت اضطراب التوحد واضطراب الطفولة التفككي ومتلازمة أسبرغر، ووفقاً لمعايير التشخيص الجديدة لاضطراب طيف التوحد يجب أن يعاني المرء من صراعات في التواصل الاجتماعي والتفاعل والسلوكيات مع أنشطة مقيدة.

لا تزال اضطرابات طيف التوحد أكثر شيوعاً بين الأولاد الذكور (1 من 37) أربع أضعاف من الفتيات (1 من 151)، وتُسجل الحالات في جميع المجموعات العرقية والإثنية والاجتماعية والاقتصادية. أشارت دراسات في عدة قارات (آسيا وأوروبا وأمريكا الشمالية) إلى أن معدل انتشار التوحد يبلغ حوالي 1 إلى 2% من مجمل السكان. أفادت دراسة أجريت عام 2011 عن انتشار مرض التوحد بنسبة 2.6% في كوريا الجنوبية.

## معدل الحدوث
تقيس معدلات الإصابة معدل انتشار التوحد بشكل مباشر، إلا أن معظم الدراسات الوبائية تشير إلى مقاييس أخرى كالانتشار المرحلي أو في بعض الأحيان الحدوث التراكمي. يتركز الاهتمام حالياً على ما إذا كان معدل الانتشار يتزايد بمرور الوقت.

### الإصابة والانتشار
يحدد علم الأوبئة عدة مقاييس لحساب معدل تكرار حدوث مرض أو حالة مرضية معينة:
- معدل حدوث حالة ما: عدد الحالات الجديدة لعدد الأشخاص الكلي في كل سنة، على سبيل المثال: حالتان جديدتان لكل 1000 شخص في السنة.
- المعدل التراكمي: نسبة السكان التي شكلت حالات جديدة خلال فترة زمنية محددة، على سبيل المثال: 1.5 حالة جديدة لكل 1000 شخص خلال عام 2006.
- نقطة الانتشار: نسبة السكان الذين أصيبوا بحالة معينة في نقطة زمنية معينة، على سبيل المثال: 10 حالات لكل 1000 شخص في بداية عام 2006.
- معدل الانتشار المرحلي: نسبة الأشخاص التي أصيبت بحالة معينة خلال فترة محددة، على سبيل المثال: 15 شخص مصاب لكل 1000 شخص خلال عام 2006.

لدراسة كيفية حدوث الاضطراب، فإن معدلات الإصابة تعد أنسب مقياس لتكرار الحالة لأنها تُقيِّم الاحتمالية مباشرة، ومع ذلك يمكن أن يكون من الصعب قياس معدلات الإصابة في أمراض نادرة مثل التوحد.

### طرق التقدير
تختلف المناهج الثلاثية الأساسية المستخدمة لتقدير انتشار المرض في التكلفة وجودة النتائج. الطريقة الأبسط والأرخص هي حساب حالات التوحد المعروفة من مصادر مثل المدارس والعيادات وتقسيم النتيجة على عدد السكان، لكن من المرجح أن يقلل هذا النهج من أهمية معدل الانتشار لأنه لا يحسب الأطفال الذين لم يُشخصوا بعد، ومن المحتمل أن ينتج عنه إحصائيات منحرفة لأن بعض الأطفال يُقدم لهم العلاج بشكلٍ أفضل. تتفوق الطريقة الثانية على الأولى من خلال قيام المحققين بفحص سجلات المرضى بحثاً عن الحالات المحتملة، لتشخيص الحالات التي لم تؤكد بعد. تقوم الطريقة الثالثة - التي يمكن القول إنها الأفضل - بفحص عينة كبيرة من المجتمع بأكمله لتحديد الحالات المحتملة، ثم تقييم كل حالة محتملة بمزيد من التفصيل باستخدام إجراءات التشخيص المعيارية. ينتج عن هذه الطريقة الأخيرة عادةً تقديرات معدل الانتشار الأكثر موثوقية.

### تقدير معدل تكرار الحالات
تختلف تقديرات انتشار مرض التوحد بشكل كبير اعتماداً على معايير التشخيص وعمر الأطفال الذين فحصوا والموقع الجغرافي. تميل معظم المراجعات الحديثة إلى تقدير معدل انتشار التوحد من 1 إلى 2 لكل 1000 شخص، ونحو 6 حالات اضطرابات شبيهة بالتوحد لكل 1000 أشخاص، و0.3 حالة متلازمة أسبرغر لكل 1000 شخص، بالإضافة إلى الأشكال غير النمطية من اضطرابات الطفولة التي يعد اضطراب التفكك ومتلازمة «ريت» أندرها. 
أفادت دراسة أجريت عام 2006 وشملت 57 ألف بريطاني تتراوح أعمارهم بين 9 و10 سنوات أن معدل انتشار التوحد 3.89 لكل 1000 شخص، ويمكن أن ترتبط هذه المعدلات العالية بتوسيع معايير التشخيص لتشمل حالات جديدة. تحدد الدراسات التي تستند إلى معلومات أكثر تفصيلاً مثل الملاحظة المباشرة والفحص السريري بدلاً من دراسة السجلات الطبية معدل انتشار أعلى للتوحد. ويشير هذا إلى أن الأرقام المنشورة قد تقلل من نسبة الانتشار الحقيقي لاضطراب طيف التوحد. استخدمت دراسة أجريت عام 2009 على الأطفال في كامبريدج بإنجلترا طرقاً مختلفة لقياس معدل الانتشار، وقدرت أن 40% من حالات اضطراب طيف التوحد لا تُشخص بشكل دقيق. وقد قدرت دراسة أمريكية أجريت عام 2009 استناداً إلى بيانات تعود لعام 2006 معدل انتشار اضطراب طيف التوحد لدى الأطفال بعمر ثماني سنوات بنحو 9 لكل 1000 شخص.